# 2 Dywizja Piechoty (Litwa)
2 Dywizja Piechoty – litewska dywizja piechoty okresu wojny polsko-bolszewickiej, współdziałająca z siłami bolszewickimi przeciwko Wojsku Polskiemu.

## Skład 2 września 1920
- 11 batalionów piechoty
  - 7 000 bagnetów
  - 106 karabinów maszynowych
- 3 baterie artylerii (12 dział)
- szwadron kawalerii (100 szabel)